# برت شلی
برت شلی (انگلیسی: Bert Shelley; ۱۱ اوت ۱۸۹۹ – ۲۹ دسامبر ۱۹۷۱) بازیکن فوتبال اهل بریتانیا بود.
از باشگاه‌هایی که در آن بازی کرده‌است می‌توان به باشگاه فوتبال ساوت‌همپتون اشاره کرد.